# Lautersheim
Lautersheim ist eine Ortsgemeinde im Donnersbergkreis in Rheinland-Pfalz. Sie gehört der Verbandsgemeinde Göllheim an.

## Geographie

### Lage
Die Gemeinde liegt zwischen Kaiserslautern und Worms auf einer Anhöhe des zum Alzeyer Hügelland gehörenden Göllheimer Hügellands; der Süden der Gemarkung bildet den Nordhang des Eisenberger Beckens. Südlich und östlich schließt sich der Landkreis Bad Dürkheim an. Bei Lautersheim liegt weiter die Wüstung Bittersheim.
Nachbargemeinden sind – im Uhrzeigersinn – Biedesheim, Quirnheim, Ebertsheim, Kerzenheim und Göllheim.

### Erhebungen und Gewässer
An der Gemarkungsgrenze zu Göllheim und Biedesheim erstreckt sich der 302,1 Meter hohe Galgenberg, alternativ Göllheimer Höhe genannt. An der Gemeindegrenze zu Kerzenheim erhebt sich der Esper, der 309 m misst.
Am südlichen Rand des Siedlungsgebiets entspringt der Mangelbach, der nach Südosten fließt und innerhalb von Ebertsheim in den Rodenbach mündet.

## Geschichte
Frühe urkundliche Erwähnungen eines Ortes liutmarsheim oder liutresheim in Schenkungen an das Kloster Lorsch könnten sich sowohl auf Lautersheim als auch auf das nur 10 km entfernte Laumersheim beziehen. Mitte des 13. Jahrhunderts gehörte der Ort zum Kloster Höningen. Ende des 15. Jahrhunderts verfügte ebenso das Kloster Rosenthal über Eigentum in Lautersheim. Auch das Kloster Otterberg war im Ort begütert.
Der Ort gab einer Adelsfamilie den Namen, von denen mehrere Ritter als Namensträger ab dem Jahr 1238 belegt ist. Mit Aussterben des Adelsgeschlechts fiel der Ort in den Besitz der Grafschaft Leiningen-Westerburg, zu der es bis Ende des 18. Jahrhunderts gehörte. Der Ort wurde 1793 französisch besetzt.
Von 1798 bis 1814, als die Pfalz Teil der Französischen Republik (bis 1804) und anschließend Teil des Napoleonischen Kaiserreichs war, war Lautersheim in den Kanton Göllheim eingegliedert und unterstand der Mairie Kertzenheim. 1815 hatte der Ort insgesamt 299 Einwohner. Im selben Jahr wurde er Österreich zugeschlagen. Bereits ein Jahr später wechselte der Ort wie die gesamte Pfalz in das Königreich Bayern. Von 1818 bis 1862 gehörte Lautersheim dem Landkommissariat Kirchheim – später Kirchhheimbolanden an; aus diesem ging das Bezirksamt Kirchhheimbolanden  hervor.
Ab 1939 war der Ort Bestandteil des Landkreises Kirchheimbolanden. Nach dem Zweiten Weltkrieg wurde Lautersheim innerhalb der französischen Besatzungszone Teil des damals neu gebildeten Landes Rheinland-Pfalz. Im Zuge der ersten rheinland-pfälzischen Verwaltungsreform wechselte Lautersheim 1969 in den neu gebildeten Donnersbergkreis; drei Jahre später wurde die Gemeinde in die ebenfalls neu entstandene Verbandsgemeinde Göllheim eingegliedert.

## Religion
Die protestantische Gemeinde in Lautersheim wird vom Pfarrer in Kerzenheim betreut. Die katholische Kirche war bis 2007 Filiale von St. Oswald in Boßweiler, wurde anschließend jedoch nach Göllheim umgepfarrt.

## Politik

### Gemeinderat
Der Gemeinderat in Lautersheim besteht aus zwölf Ratsmitgliedern, die bei der Kommunalwahl am 9. Juni 2024 in einer Mehrheitswahl gewählt wurden, und dem ehrenamtlichen Ortsbürgermeister als Vorsitzendem.
Die Sitzverteilung im Gemeinderat:
| Wahl | SPD               | CDU               | FWG               | WGR               | Gesamt   |
| ---- | ----------------- | ----------------- | ----------------- | ----------------- | -------- |
| 2024 | per Mehrheitswahl | per Mehrheitswahl | per Mehrheitswahl | per Mehrheitswahl | 12 Sitze |
| 2019 | per Mehrheitswahl | per Mehrheitswahl | per Mehrheitswahl | per Mehrheitswahl | 12 Sitze |
| 2014 | –                 | –                 | 3                 | 9                 | 12 Sitze |
| 2009 | 3                 | 4                 | 4                 | 1                 | 12 Sitze |
| 2004 | 3                 | –                 | 7                 | 2                 | 12 Sitze |

- FWG = Freien Wählergruppe Lautersheim e. V.

### Bürgermeister
Ortsbürgermeister ist Thomas Mattern. Bei der Kommunalwahl am 9. Juni 2024 wurde er mit einem Stimmenanteil von 86,4 % in seinem Amt bestätigt.

### Gemeindepartnerschaften
Es besteht eine Partnerschaft mit der thüringischen Gemeinde Abtsbessingen.

## Kultur

### Kulturdenkmäler
Vor Ort befinden sich insgesamt 13 Objekte, die unter Denkmalschutz stehen, darunter die beiden örtlichen Kirchen. Die protestantische Kirche in Lautersheim ist ein Sandsteinquaderbau aus dem Jahr 1837. Die katholische Gemeinde nutzt die Kirche St. Joseph, eine Notkirche aus Holz aus dem Jahr 1912.

### Natur
Im Gemeindegebiet existiert mit den 16 Obstbäume[n] an der L 448 ein Naturdenkmal.

### Veranstaltungen
Das größte Fest im Dorf ist die „Lautersheimer Kerwe“, die seit 1968 ohne Unterbrechung immer am vierten Wochenende im September gefeiert wird. Höhepunkt ist hier der „Kerweumzug“ mit anschließender „Kerweredd“ am Sonntagnachmittag.

### Theater

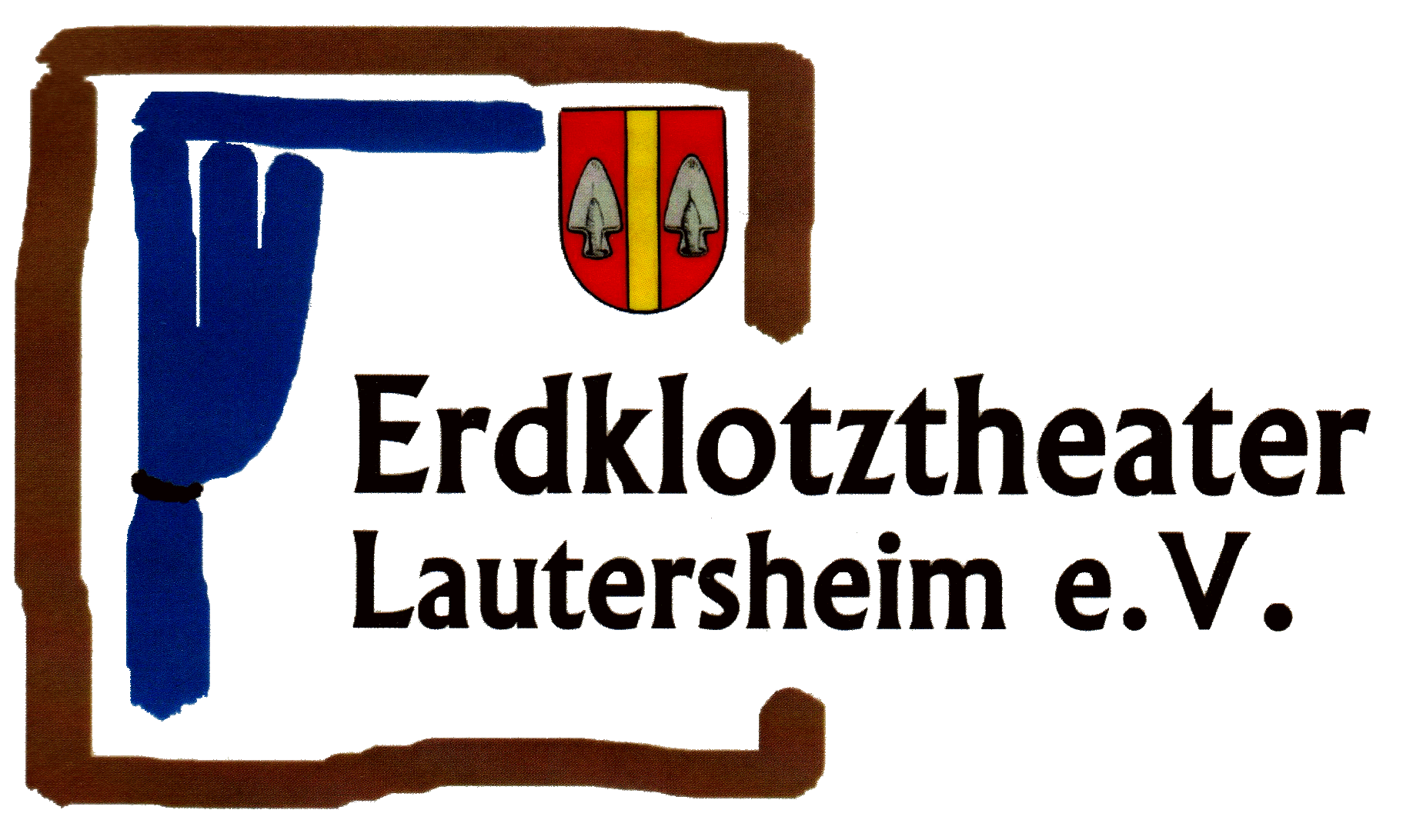
Erdklotzheater Lautersheim

Im Jahr 1985 feierte der Singkreis 80, eine Unterabteilung des Sportvereins Lautersheim, für die Feier seines 5-jähriges Bestehen das Theaterstück „s Wassermüllers Lottche“ einstudiert. Das Ensemble bestand aus Mitgliedern des Singkreis 80 und dem Sportverein. Dies war Anlass, eine eigene „Theater-Unterabteilung“ im SV Lautersheim zu gründen. Am 7. April 2008 gliederte sich die „Theater-Unterabteilung“ aus dem SV-Lautersheim aus und gründete einen eigenständigen Verein.

### Sport
Der Fußballverein SV Lautersheim spielt seit seiner Gründung im Jahre 1953 in der untersten deutschen Spielklasse, die mittlerweile als „Kreisklasse“ bezeichnet wird. 2001 hatte der SV Lautersheim seinen größten sportlichen Erfolg in seiner Geschichte: Neben der Meisterschaft in der Kreisliga konnte zusätzlich der Kreispokalsieg und die Vize-Bezirksmeisterschaft errungen werden.

## Wirtschaft und Infrastruktur

### Wirtschaft
Die Steingutfabrik Grünstadt bezog ihren Ton teilweise aus dem Gebiet der Gemeinde Lautersheim.

### Verkehr

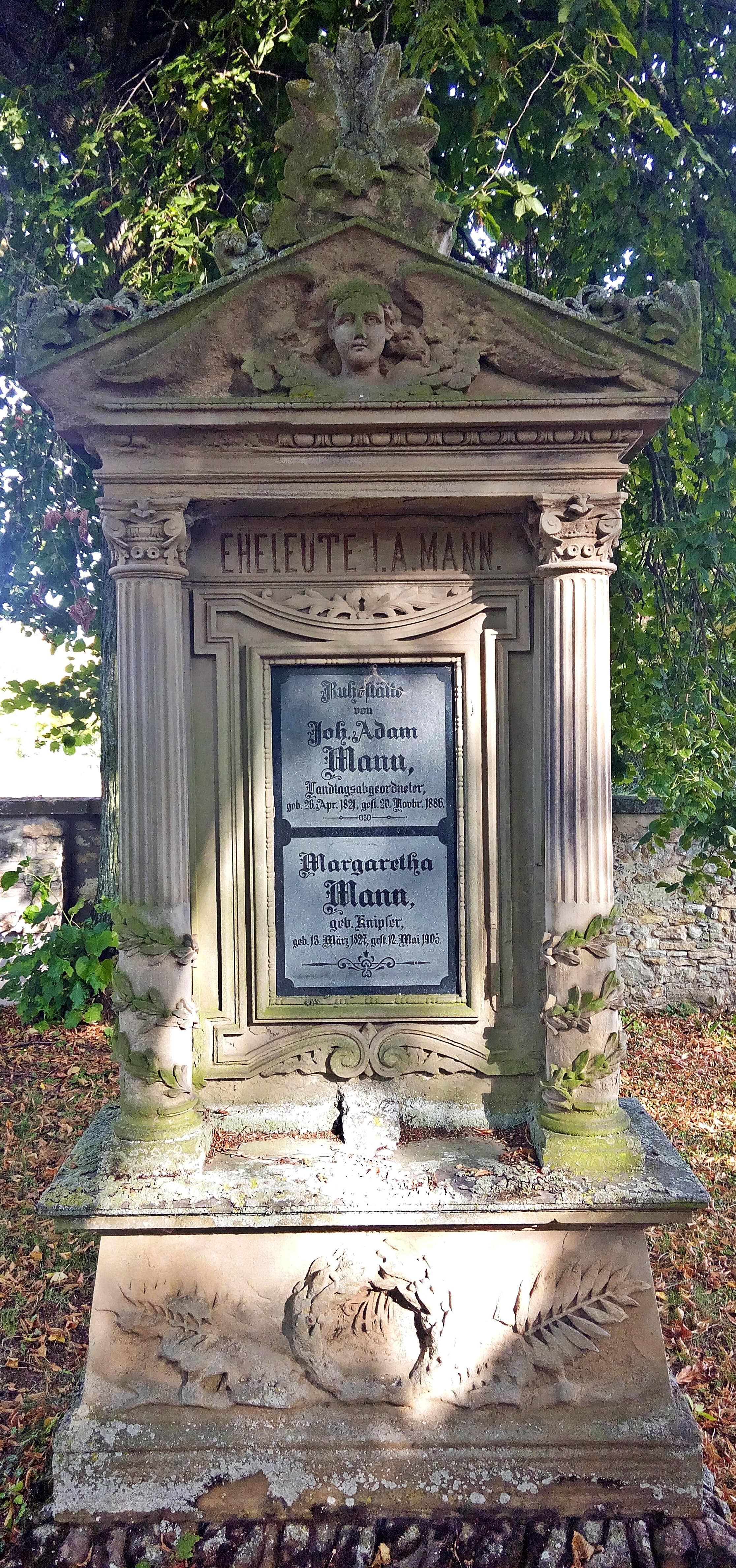
Grabmal des Landtagsabgeordneten Johann Adam Mann (1821–1886)

Durch den Ort verläuft die Landesstraße 448. Innerhalb der Bebauung zweigt von dieser die Kreisstraße 71 nach Göllheim ab. In kurzer Entfernung befinden sich die A 63 im Westen, die A 6 im Süden und die A 61 im Osten. Der nächste Bahnhof ist Ebertsheim an der Eistalbahn Grünstadt–Ramsen.

## Persönlichkeiten

### Söhne und Töchter der Gemeinde
- Philipp Leonhard Mann (1819–1876), Bayerischer Landtagsabgeordneter[11]
- Johann Adam Mann (1821–1886), Bayerischer Landtagsabgeordneter, Grab auf dem hiesigen Friedhof[12]

### Personen, die vor Ort gewirkt haben
- Ludwig von Gemmingen-Hornberg (1901–1978), Adeliger und Politiker, lebte von 1964 bis zu seinem Tod in der Gemeinde